# Conflagrazione
Conflagrazione (Enjô) è un film del 1958 diretto da Kon Ichikawa.